# Lista monumentelor istorice din județul Argeș - V

Simbol pentru monumentele istorice

Lista monumentelor istorice din județul Argeș - V cuprinde monumentele istorice înscrise în Patrimoniul cultural național al României și aflate în localități ce încep cu litera V din județul Argeș.
Lista completă este menținută și actualizată periodic de către Ministerul Culturii, Cultelor și Patrimoniului Național din România, prin intermediul Institutului Național al Patrimoniului, ultima versiune datând din 2015. Această listă cuprinde și actualizările ulterioare, realizate prin ordin al ministrului culturii.
| Cod LMI                                            | Denumire                                                                     | Localitate                                           | Localizare | Datare, Creatori                                               | Imagine               | Erori             |
| -------------------------------------------------- | ---------------------------------------------------------------------------- | ---------------------------------------------------- | --- | -------------------------------------------------------------- | --------------------- | ----------------- |
| AG-I-s-A-13386 (RAN: 19203.01)                     | Așezare                                                                      | sat Valea Calului; comuna Șuici                      | „Valea Calului” 45.22889°N 24.58972°E | Epoca bronzului timpuriu, Cultura Glina                        | Încarcă foto \| video | Raportează eroare |
| AG-I-a-A-13359 (RAN: 15439.01)                     | Ansamblul fortificațiilor și așezărilor dacice și medievale de la Cetățeni   | sat Valea Cetățuia; comuna Cetățeni                  | Platoul de pe malul stâng al Dâmboviței, între Valea lui Coman și Valea Chiliilor (Chitului) și monticolul „Cetățuia”                       |                                                                | Încarcă foto \| video | Raportează eroare |
| AG-I-m-A-13359.01 (RAN: 15439.01.06)               | Ruinele Bisericilor de la Cetățeni - platoul de lângă râu                    | sat Valea Cetățuia; comuna Cetățeni                  | Platoul de pe malul stâng al Dâmboviței, între Valea lui Coman și Valea Chiliilor (Chitului) și monticolul „Cetățuia” 45.23333°N 25.21667°E | sec. XIII - XIV, Epoca medievală                               | Încarcă foto \| video | Raportează eroare |
| AG-I-m-A-13359.02 (RAN: 15439.01.05)               | Așezarea medievală de la Cetățeni - platoul de lângă râu                     | sat Valea Cetățuia; comuna Cetățeni                  | Platoul de pe malul stâng al Dâmboviței, între Valea lui Coman și Valea Chiliilor (Chitului) și monticolul „Cetățuia” 45.23333°N 25.21667°E | sec. XIII - XIV, Epoca medievală                               | Încarcă foto \| video | Raportează eroare |
| AG-I-m-A-13359.03 (RAN: 15439.01.04)               | Fortificația medievală de la Cetățeni - monticolul „Cetățuia”                | sat Valea Cetățuia; comuna Cetățeni                  | Platoul de pe malul stâng al Dâmboviței, între Valea lui Coman și Valea Chiliilor (Chitului) și monticolul „Cetățuia” 45.23333°N 25.21667°E | sec. XIII - XIV, Epoca medievală                               | Încarcă foto \| video | Raportează eroare |
| AG-I-m-A-13359.04 (RAN: 15439.01.03)               | Cimitirul de la Cetățeni - platoul de lângă râu                              | sat Valea Cetățuia; comuna Cetățeni                  | Platoul de pe malul stâng al Dâmboviței, între Valea lui Coman și Valea Chiliilor (Chitului) și monticolul „Cetățuia” 45.23333°N 25.21667°E | sec. XIII - XIV, Epoca medievală                               | Încarcă foto \| video | Raportează eroare |
| AG-I-m-A-13359.05 (RAN: 15439.01.02)               | Așezarea dacică de la Cetățeni pe platoul de lângă râu                       | sat Valea Cetățuia; comuna Cetățeni                  | Platoul de pe malul stâng al Dâmboviței, între Valea lui Coman și Valea Chiliilor (Chitului) și monticolul „Cetățuia” 45.23333°N 25.21667°E | Latène, geto-dacică, sec. III-I a. Chr.                        | Încarcă foto \| video | Raportează eroare |
| AG-I-m-A-13359.06 (RAN: 15439.01.01)               | Fortificația dacică de la Cetățeni cu locuință turn pe monticolul „Cetățuia” | sat Valea Cetățuia; comuna Cetățeni                  | Platoul de pe malul stâng al Dâmboviței, între Valea lui Coman și Valea Chiliilor (Chitului) și monticolul „Cetățuia” 45.23333°N 25.21667°E | Latène, geto-dacică, sec. III-I a. Chr.                        | Încarcă foto \| video | Raportează eroare |
| AG-I-s-A-13387 (RAN: 16935.01)                     | Situl arheologic de la Voinești, punct „Măilătoaia”                          | sat Voinești; comuna Lerești                         | „Măilătoaia” pe „Malul lui Cocoș”, pe câmpul de la E de sat 45.3°N 25.0667°E                                                                |                                                                | Încarcă foto \| video | Raportează eroare |
| AG-I-m-A-13387.01 (RAN: 16935.01.01)               | Castru de pământ                                                             | sat Voinești; comuna Lerești                         | „Măilătoaia” pe „Malul lui Cocoș”, pe câmpul de la E de sat 45.3075°N 25.08194°E                                                            | Epoca romană, sec. II p. Chr.                                  | Încarcă foto \| video | Raportează eroare |
| AG-I-m-A-13387.02 (RAN: 16935.01.02)               | Terme                                                                        | sat Voinești; comuna Lerești                         | „Măilătoaia” pe „Malul lui Cocoș”, pe câmpul de la E de sat 45.3075°N 25.08194°E                                                            | Epoca romană, sec. II p. Chr.                                  | Încarcă foto \| video | Raportează eroare |
| AG-II-m-B-13837                                    | Casa Madgearu                                                                | sat aparținător Valea Mare-Podgoria; oraș Ștefănești | | înc. sec. XX                                                   | Încarcă foto \| video | Raportează eroare |
| AG-II-a-A-13833 (RAN: 13454.03)                    | Fostul schit Valea Mare - Podgoria                                           | sat aparținător Valea Mare-Podgoria; oraș Ștefănești | 78 | 1685                                                           |                       | Raportează eroare |
| AG-II-m-A-13833.01 (RAN: 13454.03.01)              | Biserica „Nașterea Maicii Domnului” a fostului schit Valea Mare Podgoria     | sat aparținător Valea Mare-Podgoria; oraș Ștefănești | 78 44.88437°N 24.90484°E | 1685                                                           |                       | Raportează eroare |
| AG-II-m-A-13833.02                                 | Fundații chilii                                                              | sat aparținător Valea Mare-Podgoria; oraș Ștefănești | 78 | 1685                                                           | Încarcă foto \| video | Raportează eroare |
| AG-II-m-A-13833.03                                 | Fundațiile zidului de incintă                                                | sat aparținător Valea Mare-Podgoria; oraș Ștefănești | 78 | 1685                                                           | Încarcă foto \| video | Raportează eroare |
| AG-II-m-A-13835 (RAN: 13454.02)                    | Biserica „Sf. Ioan Bogoslovul”                                               | sat aparținător Valea Mare-Podgoria; oraș Ștefănești | Str. Cimitirului | 1765, ref. 1789                                                |                       | Raportează eroare |
| AG-II-a-A-13834 (RAN: 13454.01)                    | Ansamblul conacului de vie brâncovenesc                                      | sat aparținător Valea Mare-Podgoria; oraș Ștefănești | Str. Coasta Câmpului, în dreptul dispensarului veterinar 44.87835°N 24.89995°E                                                              | 1688 - 1714                                                    |                       | Raportează eroare |
| AG-II-m-A-13834.01                                 | Ruine conac                                                                  | sat aparținător Valea Mare-Podgoria; oraș Ștefănești | Str. Coasta Câmpului, în dreptul dispensarului veterinar                                                                                    | 1688 - 1714                                                    |                       | Raportează eroare |
| AG-II-m-A-13834.02                                 | Poartă                                                                       | sat aparținător Valea Mare-Podgoria; oraș Ștefănești | Str. Coasta Câmpului, în dreptul dispensarului veterinar                                                                                    | 1688 - 1714                                                    | Încarcă foto \| video | Raportează eroare |
| AG-II-m-A-13834.03                                 | Zid de incintă                                                               | sat aparținător Valea Mare-Podgoria; oraș Ștefănești | Str. Coasta Câmpului, în dreptul dispensarului veterinar                                                                                    | 1688 - 1714                                                    |                       | Raportează eroare |
| AG-II-m-B-13839                                    | Vila Turturica                                                               | sat aparținător Valea Mare-Podgoria; oraș Ștefănești | Str. Coasta Câmpului 4 44.8768°N 24.90071°E                                                                                                 | 1930                                                           | Încarcă foto \| video | Raportează eroare |
| AG-II-m-B-13838                                    | Vila Bulandra                                                                | sat aparținător Valea Mare-Podgoria; oraș Ștefănești | Str. Gheorman 40 44.89053°N 24.90893°E | înc. sec. XX                                                   | Încarcă foto \| video | Raportează eroare |
| AG-II-m-B-13836                                    | Conacul Mihail Ghelmegeanu                                                   | sat aparținător Valea Mare-Podgoria; oraș Ștefănești | Str. Valea Popii f.n. 44.8803°N 24.9015°E                                                                                                   | cca. 1930                                                      |                       | Raportează eroare |
| AG-II-m-A-13826 (RAN: 17307.01)                    | Biserica „Sf. Nicolae”                                                       | sat Valea Bradului; comuna Mihăești                  | | 1767                                                           | Încarcă foto \| video | Raportează eroare |
| AG-II-m-A-13827 (RAN: 16267.01)                    | Biserica de lemn „Intrarea în Biserică”                                      | sat Valea Cucii; comuna Cuca                         | 40 | 1806                                                           | Alte imagini          | Raportează eroare |
| AG-II-a-B-13828                                    | Ansamblul bisericii „Sf. Filofteia”, Sf. Nicolae" - Ciurești                 | sat Valea Danului; comuna Valea Danului              | Str. Ciurești 358 | 1811                                                           | Alte imagini          | Raportează eroare |
| AG-II-m-B-13828.01                                 | Biserica „Sf. Filofteia”, „Sf. Nicolae” - Ciurești                           | sat Valea Danului; comuna Valea Danului              | Str. Ciurești 358 | 1811                                                           |                       | Raportează eroare |
| AG-II-m-B-13828.02                                 | Turn clopotniță                                                              | sat Valea Danului; comuna Valea Danului              | Str. Ciurești 358 | 1811                                                           |                       | Raportează eroare |
| AG-II-m-B-13828.03                                 | Zid de incintă cu turnuri                                                    | sat Valea Danului; comuna Valea Danului              | Str. Ciurești 358 | 1811                                                           |                       | Raportează eroare |
| AG-II-m-A-13829 (RAN: 17691.01)                    | Biserica de lemn „Sf. Voievozi”                                              | sat Valea Faurului; comuna Mușătești                 | 12 | 1727                                                           | Alte imagini          | Raportează eroare |
| AG-II-m-B-13830                                    | Biserica „Adormirea Maicii Domnului”                                         | sat Valea Iașului; comuna Valea Iașului              | | 1855                                                           | Încarcă foto \| video | Raportează eroare |
| AG-II-m-B-13477                                    | Casa Agripina Constantinescu                                                 | sat Valea Mare-Bratia; comuna Bălilești              | 30 | mijl. sec. XIX                                                 | Încarcă foto \| video | Raportează eroare |
| AG-II-a-A-13832 (RAN: 19374.01)                    | Mănăstirea Valea                                                             | sat Valea Mănăstirii; comuna Țițești                 | | sec. XVI - XIX                                                 | Încarcă foto \| video | Raportează eroare |
| AG-II-m-A-13832.01 (RAN: 19374.01.02)              | Biserica „Sf. Treime”, „Cuvioasa Paraschiva”                                 | sat Valea Mănăstirii; comuna Țițești                 | | 1534                                                           | Încarcă foto \| video | Raportează eroare |
| AG-II-m-A-13832.02 (RAN: 19374.01.01)              | Ruine chilii                                                                 | sat Valea Mănăstirii; comuna Țițești                 | | 1534                                                           | Încarcă foto \| video | Raportează eroare |
| AG-II-m-A-13832.03                                 | Clopotniță                                                                   | sat Valea Mănăstirii; comuna Țițești                 | | 1846                                                           | Încarcă foto \| video | Raportează eroare |
| AG-II-m-A-13832.04                                 | Zid de incintă                                                               | sat Valea Mănăstirii; comuna Țițești                 | | 1846                                                           | Încarcă foto \| video | Raportează eroare |
| AG-II-m-B-13840                                    | Conacul Tabacovici                                                           | sat Valea Mărului; comuna Budeasa                    | 44.98373°N 24.76001°E | 1930                                                           | Încarcă foto \| video | Raportează eroare |
| AG-II-a-A-13841 (RAN: 18732.01)                    | Schitul Golești                                                              | sat Valea Pechii; comuna Schitu Golești              | 23 | 1676                                                           | Încarcă foto \| video | Raportează eroare |
| AG-II-m-A-13841.01 (RAN: 18732.01.01)              | Biserica „Sf. Trei Ierarhi”                                                  | sat Valea Pechii; comuna Schitu Golești              | 23 | 1676                                                           | Încarcă foto \| video | Raportează eroare |
| AG-II-m-A-13841.02                                 | Chilii                                                                       | sat Valea Pechii; comuna Schitu Golești              | 23 | 1676                                                           | Încarcă foto \| video | Raportează eroare |
| AG-II-m-A-13841.03                                 | Clopotniță                                                                   | sat Valea Pechii; comuna Schitu Golești              | 23 | 1676                                                           | Încarcă foto \| video | Raportează eroare |
| AG-II-m-A-13841.04                                 | Zid de incintă                                                               | sat Valea Pechii; comuna Schitu Golești              | 23 | 1676                                                           | Încarcă foto \| video | Raportează eroare |
| AG-II-a-A-13842                                    | Mănăstirea Văleni                                                            | sat Văleni; comuna Sălătrucu                         | Str. Schitului 49 | 1682, 1885, 1945 - 1955                                        |                       | Raportează eroare |
| AG-II-m-A-13842.01 (RAN: 18572.01.02, 18572.01.01) | Biserica „Sf. Treime”                                                        | sat Văleni; comuna Sălătrucu                         | Str. Schitului 49 | 1945 - 1955, pe locul bisericii din 1682, reconstruită în 1885 | Încarcă foto \| video | Raportează eroare |
| AG-II-m-A-13842.02                                 | Stăreție                                                                     | sat Văleni; comuna Sălătrucu                         | Str. Schitului 49 | sec. XVII                                                      | Încarcă foto \| video | Raportează eroare |
| AG-II-m-A-13842.03                                 | Case monahale (9 clădiri)                                                    | sat Văleni; comuna Sălătrucu                         | Str. Schitului 49 | 1875 - 1925                                                    | Încarcă foto \| video | Raportează eroare |
| AG-II-m-A-13842.04                                 | Biserica bolniței „Învierea lui Lazăr”                                       | sat Văleni; comuna Sălătrucu                         | Str. Schitului 49 | 1875 - 1925                                                    | Încarcă foto \| video | Raportează eroare |
| AG-II-m-A-13842.05                                 | Atelier                                                                      | sat Văleni; comuna Sălătrucu                         | Str. Schitului 49 | 1935                                                           | Încarcă foto \| video | Raportează eroare |
| AG-II-m-A-13842.06                                 | Fântâna                                                                      | sat Văleni; comuna Sălătrucu                         | Str. Schitului 49 | 1875 - 1925                                                    | Încarcă foto \| video | Raportează eroare |
| AG-II-m-A-13842.07                                 | Zid de Incintă                                                               | sat Văleni; comuna Sălătrucu                         | Str. Schitului 49 | 1875 - 1925                                                    | Încarcă foto \| video | Raportează eroare |
| AG-II-m-B-13843 (RAN: 15224.01)                    | Biserica „Sf. Dumitru”, „Sf. Gheorghe”                                       | sat Văleni-Podgoria; comuna Călinești                | 141 44.85718°N 24.98861°E | 1733                                                           |                       | Raportează eroare |
| AG-II-a-A-13844 (RAN: 17183.01)                    | Curtea boierilor Vărzaru                                                     | sat Vărzaru; comuna Merișani                         | 231 44.93766°N 24.7752°E | 1653                                                           | Încarcă foto \| video | Raportează eroare |
| AG-II-m-A-13844.01 (RAN: 17183.01.01)              | Ruine case                                                                   | sat Vărzaru; comuna Merișani                         | 231 | 1653                                                           | Încarcă foto \| video | Raportează eroare |
| AG-II-m-A-13844.02 (RAN: 17183.01.02)              | Biserica „Sf. Nicolae”, Cuvioasa Paraschiva"                                 | sat Vărzaru; comuna Merișani                         | 231 | 1653                                                           | Încarcă foto \| video | Raportează eroare |
| AG-II-m-B-13845                                    | Biserica „Sf. Nicolae”                                                       | sat Vâlcelele; comuna Merișani                       | 1154 | 1868                                                           | Încarcă foto \| video | Raportează eroare |
| AG-II-m-B-13848                                    | Casa Onițoiu                                                                 | sat Vâlsănești; comuna Mușătești                     | | 1920                                                           | Încarcă foto \| video | Raportează eroare |
| AG-II-m-B-13846                                    | Biserica „Adormirea Maicii Domnului”                                         | sat Vâlsănești; comuna Mușătești                     | 247 | 1840                                                           | Încarcă foto \| video | Raportează eroare |
| AG-II-m-B-13847                                    | Casa Ban                                                                     | sat Vâlsănești; comuna Mușătești                     | 279 | 1820                                                           | Încarcă foto \| video | Raportează eroare |
| AG-II-a-A-13849 (RAN: 20000.01)                    | Curtea boierilor Vlădescu                                                    | sat Vlădești; comuna Vlădești                        | 369, 370, în fostul cătun Vlădeștii de Sus 45.15031°N 24.92642°E                                                                            | sec. XVII                                                      | Încarcă foto \| video | Raportează eroare |
| AG-II-m-A-13849.01 (RAN: 20000.01.02)              | Ruinele culă                                                                 | sat Vlădești; comuna Vlădești                        | 369, 370, în fostul cătun Vlădeștii de Sus                                                                                                  | sec. XVII                                                      | Încarcă foto \| video | Raportează eroare |
| AG-II-m-A-13849.02 (RAN: 20000.01.01)              | Biserica „Tăierea Capului Sf. Ioan Botezătorul”                              | sat Vlădești; comuna Vlădești                        | 369, 370, în fostul cătun Vlădeștii de Sus                                                                                                  | 1657                                                           | Încarcă foto \| video | Raportează eroare |
| AG-II-m-B-13850                                    | Biserica „Sf. Teodor Tiron”                                                  | sat Vlăduța; comuna Buzoești                         | Dj 65 A Pitești-Roșiori 24 | 1823                                                           | Încarcă foto \| video | Raportează eroare |
| AG-II-m-B-13851                                    | Biserica „Sf. Nicolae”, „Sf. Paraschiva”                                     | sat Vlășcuța; comuna Stolnici                        | Str. Fermei 149 | înc. sec. XIX                                                  | Încarcă foto \| video | Raportează eroare |
| AG-II-m-B-13852                                    | Cămin cultural                                                               | sat Voinești; comuna Lerești                         | 568 | 1937                                                           | Încarcă foto \| video | Raportează eroare |
| AG-II-m-B-13853                                    | Biserica de lemn „Adormirea Maicii Domnului”                                 | sat Voroveni; comuna Davidești                       | 189 | 1846                                                           | Alte imagini          | Raportează eroare |
| AG-II-m-B-13854                                    | Vila N. Paul                                                                 | sat Vrănești; comuna Călinești                       | 94 44.84819°N 25.00675°E | 1926                                                           | Încarcă foto \| video | Raportează eroare |
| AG-II-m-B-13856                                    | Casa Maziloiu                                                                | sat Vulturești; comuna Vulturești                    | În fostul cătun Mâzgana | 1880                                                           | Încarcă foto \| video | Raportează eroare |
| AG-II-m-B-13857                                    | Casa Moise Popescu                                                           | sat Vulturești; comuna Vulturești                    | 223, pe partea stângă a DN73D, spre Pitești                                                                                                 | înc. sec. XX                                                   | Încarcă foto \| video | Raportează eroare |
| AG-II-m-B-13855                                    | Casa Ștefan Bunescu                                                          | sat Vulturești; comuna Vulturești                    | Ulița Valea Baicului 64 | sf. sec. XIX                                                   | Încarcă foto \| video | Raportează eroare |
| AG-IV-m-B-14018                                    | Casa Liviu Rebreanu                                                          | sat aparținător Valea Mare-Podgoria; oraș Ștefănești | Str. Gheorman 21 | înc. sec. XX                                                   | Încarcă foto \| video | Raportează eroare |
| AG-IV-m-A-14017                                    | Mausoleul Eroilor din Războiul 1916 - 1918                                   | sat Valea Mare Pravăț; comuna Valea Mare Pravăț      | Pe dealul Mateiaș, versant S 45.2936°N 25.13963°E                                                                                           | Dimitrie Ionescu-Berechet (arhitect)                           |                       | Raportează eroare |
| AG-IV-m-B-14020                                    | Cruce de piatră                                                              | sat Valea Nandrii; comuna Dârmănești                 | Lângă biserică | 1810                                                           | Încarcă foto \| video | Raportează eroare |
| AG-IV-m-A-14021                                    | Cruce de piatră                                                              | sat Văleni-Podgoria; comuna Călinești                | În curtea bisericii „Sf. Dumitru”, „Sf. Gheorghe” (nr. 141)                                                                                 | 1667                                                           | Încarcă foto \| video | Raportează eroare |
| AG-IV-m-A-14022 (RAN: 15224.03)                    | Cruce de piatră                                                              | sat Văleni-Podgoria; comuna Călinești                | Str. Principală, lângă casa nr. 129, la cca. 500 m S de biserică                                                                            | 1727                                                           | Încarcă foto \| video | Raportează eroare |
| AG-IV-m-A-14023 (RAN: 20000.02)                    | Cruce de piatră                                                              | sat Vlădești; comuna Vlădești                        | La cca. 150 m N de Primărie | 1600                                                           | Încarcă foto \| video | Raportează eroare |
| AG-IV-m-A-14024 (RAN: 15117.01)                    | Cruce de piatră                                                              | sat Vrănești; comuna Călinești                       | În curtea bisericii „Sf. Apostoli Petru și Pavel”, „Sf. Arhidiacon Ștefan” (nr. 321), lângă clopotnița veche                                | 1663                                                           | Încarcă foto \| video | Raportează eroare |